# Cape Cod

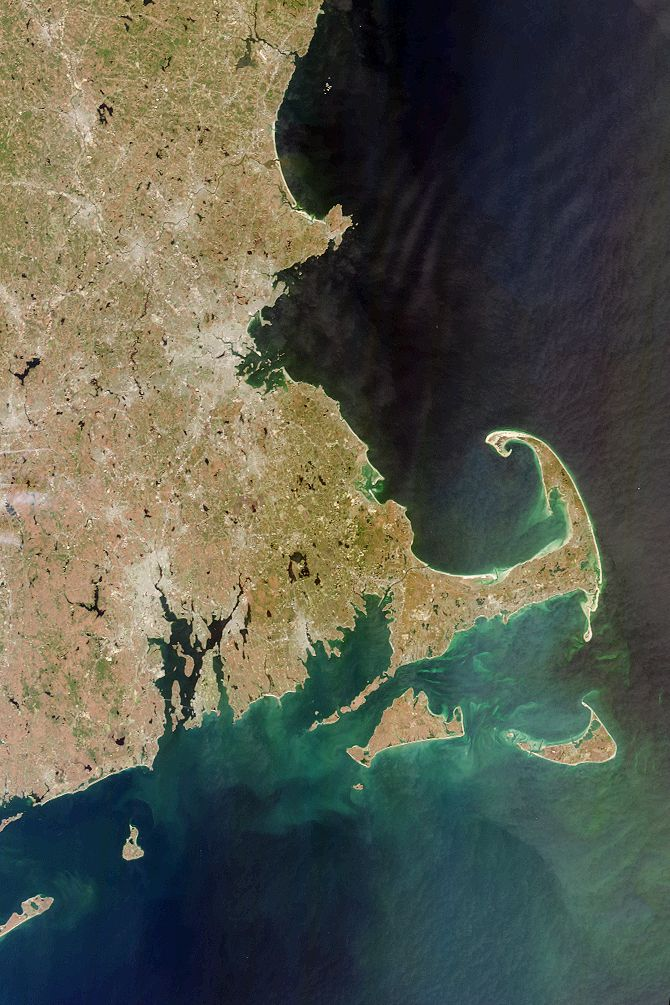
Satellitbild från november år 2000

Cape Cod är en långsmal halvö vid Atlantens kust i Massachusetts i nordöstra USA. Den utgör delstatens östligaste del och har en yta på 1033 km². Cape Cod-kanalen, invigd den 29 juli 1914, skiljer halvön från fastlandet.
Administrativt motsvarar halvöns areal Barnstable County. På Cape Cod finns 15 städer: Bourne, Sandwich, Falmouth, Mashpee, Barnstable, Yarmouth, Dennis, Harwich, Brewster, Chatham, Orleans, Eastham, Wellfleet, Truro och Provincetown.